# Mogens H. Damkier
Mogens Hjelm Damkier (født 21. december 1919, død oktober 2009) var en dansk motorjournalist, der fra 1947 var stifter og udgiver af det anerkendte tidsskrift Skandinavisk Motorjournal, og senere skrev i FDMs medlemsblad "MOTOR".
Damkier var kendt for sin både præcise, skarpe og til tider vittige skrivestil og hans evne til at forklare vanskelige tekniske problemer, så også ikke-teknikere kunne forstå dem. Mange af hans artikler er således fortsat interessante, enten hvis man vil læse om gamle biler eller motorcykler eller vil forstå tekniske emner.  
Han skrev desuden en række bøger. ”Motorcykelhåndbogen”, der udkom i over 50.000 stk. Desuden ”Min bil og  jeg”, Ekspert på vej”, ”Kør bedre”, ”Motorcyklen blev redningen” (Gyldendal 1998) samt erindringsbogen  ”Så har jeg set det med” (Gyldendal 1996).
Mogens H. Damkier var autodidakt. Han ville være ingeniør, men voksede op hos sine bedsteforældre, og de forlangte han gik i lære som købmand, men han forlod lærepladsen. I besættelsestiden solgte han digte for "Samlerens Forlag", og senere deltog han i illegalt arbejde som kurer med svenske Husqvarna maskingevær, hvilke førte til to arrestationer. Det tog på hans kræfter, og under et ophold på et center, modnedes hans planer om at starte et nyt dansk motorblad "Skandinavisk Motor Journal”. Bladet udkom fra 1947 til 1974.
Herefter var han tilknyttet FDMs blad ”Motor” både som testkører og skribent. Han sluttede hos FDM i 1989.
MHD, som han ofte signerede sine skriverier med, var især banebrydende ved at indføre prøvekørsler af nye biler og motorcykler. Han lagde ikke fingrene imellem og kunne både være sønderlemmende i sin kritik, ligesom han kunne være uforbeholden rosende. I modsætning til den eksisterende motorpresse gjorde han intet for at please annoncører og fabrikanter. De fik alle råt for usødet. 
En af Mogens H. Damkiers stilistiske mesterkneb var, at han underholdt sine læsere om sine egne private køretøjer i en meget humoristisk tone. Han gav for eksempel sine køretøjer kælenavne og omtalte dem som en slags kært familiemedlem. Så hed hans Fiat 1100 for eksempel ”Alberto”. Han ejede desuden blandt andet følgende biler: Steyr, Lancia Fulvia V4, Fiat 1500 (Carlo) og Toyota Camry. Han var i perioder ejer af følgende motorcykler: AJS 500 cc, Velocette Mac 350, Puch 250 TF, NSU Max, BMW R50, Maico Taifun 350 samt en Norton ES2 500. Sidstnævnte kom der en legendarisk serie ud af i ”Fra skrot til mønstermekanik”, hvor han istandsatte maskinen fra A til Z. 

## Ekstern henvisning
- Nekrolog, ing.dk, 12. november 2009